# واکنش لکوموئید
واکنش لکوموئید به معنای افزایش بیش از حد گویچه‌های سفید در خون در واکنش به عفونت یا استرس است.

این حالت معمولاً نشان دهندهٔ وجود سلول‌های نابالغ در خون مانند میلوبلاست‌ها و گویچه‌های قرمز هسته دار است.